# 大和国風土記
『大和国風土記』（やまとのくに ふどき）は、奈良時代に編纂された大和国の風土記。
現存する記述は、逸文という形でのみ伝わる（以下、逸文の記述）。